# Вульводиния
Вульводини́я — хроническая боль в области вульвы и, особенно, преддверия влагалища у женщин, симптом с множеством возможных причин. Характеризуется сильной острой и (или) жгучей болью, ощущениями болезненности и раздражения в области вульвы. Вульводиния не связана с инфекцией, аллергией, травмой и другими определяемыми факторами, и этот диагноз может быть поставлен только после исключения других заболеваний или состояний, способных вызывать болезненные ощущения в этой области.

## Виды вульводинии
Различают два вида вульводинии:
- собственно вульводинию (боль присутствует постоянно);
- синдром вульварного вестибулита или вестибулодинию (боль возникает в ответ на давление на пораженную область).

## Причины

### Вульводиния
- нейропатия полового нерва;
- аллергия или другая чувствительность (например, на оксалаты в моче);

### Вульварный вестибулит
Возросшая осведомленность о вульварном вестибулите привела к новым исследованиям, и стало очевидно, что вульварный вестибулит не просто одна болезнь, а лишь симптом нескольких разных болезней или состояний.
Врачи центров вульвовагинальных расстройств идентифицировали по крайней мере двенадцать разных причин (болезней или состояний), являющихся причиной вульварной боли, покраснения, и боли во время полового акта, то есть вестибулита. В то время, как многие из этих болезней выглядят похожими, тонкие различия наряду с историей пациента могут быть использованы для выделения причины боли и тем самым привести к логичному пути лечения. Это также объясняет, почему ни один подход к лечению не действует для каждой женщины с вестибулитом, и почему подавляющее большинство исследований вплоть до сегодняшнего дня не очень полезны. Здесь представлен список наиболее распространённых из этих причин.

#### Атрофический вестибулит, или гормонально-обусловленная вульводиния
Часто вызвана оральными контрацептивами, хирургическим удалением яичников, химиотерапией при раке молочной железы, гормональным лечением эндометриоза, гормональным лечением акне, менопаузой. Доказано, что вульварная вестибула нуждается в адекватном уровне эстрогена и тестостерона, и эти уровни часто изменены при перечисленных лекарствах и состояниях. Отличительной чертой «атрофического вестибулита» является то, что симптомы возникают постепенно и то, что поражена вся вестибула. Наблюдаются низкие значения эстрогена и свободного тестостерона и повышенный уровень глобулина, связывающего половые гормоны в анализе крови. Просто прекращение приёма таблеток не приводит к устранению симптомов, как и применение гормональных кремов без прекращения приёма таблеток.
Несколько исследований показали, что использование комбинированных оральных контрацептивов значительно повышает риск развития вестибулодинии. Есть несколько факторов, которые могут объяснить это наблюдение. Согласно тому, что КОК препятствуют выработке лютеинизирующего гормона, продуцирование яичниками тестостерона снижается. В дополнение к этому синтетические эстроген- и прогестин-КОК, которые метаболизируются в печени ведут в повышению продуцирования печенью глобулина, связывающего половые гормоны (SHBG). Совпадение двух факторов — продуцирование меньшего количества тестостерона яичниками и повышенный уровень глобулина, связывающего половые гормоны, — ведёт к снижению уровня циркулирующего свободного тестостерона.
Вульва является эмбрионным аналогом мужской уретры. Муцин-секретирующие, андрогенозависимые бульбоуретральные железы (железы Купера) и уретральные железы (железы Литтре) у мужчин — эмбрионные аналоги малых вестибулярных (вестибула — преддверие во влагалище) желез у женщин. Эти вестибулярные железы богаты андроген-рецепторами. В дополнение к изменениям в уровне свободного тестостерона и глобулина, связывающего половые гормоны, КОК провоцируют изменения в гормональных рецепторах и меняют морфологическую структуру слизистой оболочки. Также КОК снижают болевой порог в области вульварной вестибулы. Использование оральных контрацептивов в раннем возрасте в 900 раз повышают риск развития вульводинии.

#### Дисфункция тазового дна
Также известна как синдром мышцы, поднимающей задний проход; гипертонус тазового дна, вагинизм.
В этом состоянии мышцы, окружающие вестибулу, плотно сжаты и болезненны. Это может вызывать болезненность и покраснение вестибулы без наличия внутренней проблемы вестибулярной ткани. Часто нижняя сторона вестибулы (возле промежности) страдает больше, чем верхняя часть (возле уретры). Дисфункция тазового дна может быть обнаружена тщательным исследованием мышцы, поднимающей задний проход. Лечение включает в себя интровагинальную физиотерапию, тёплые ванны, миорелаксанты, такие как суппозитории «Валиум», биологическую обратную связь, инъекции ботокса, призванные усилить физиотерапию.

#### Пролиферация нейронов
Состояние, когда плотность, густота нервных окончаний в вестибулярной слизистой повышена. Эта группа делится на первичную (боль с первой попытки полового акта) и вторичную (приобретенную после безболезненных разов). Существует достоверное доказательство того, что первичная пролиферация нейронов — врождённая проблема (то есть врождённый дефект), тогда как вторичная пролиферация нейронов может быть вызвана аллергической реакцией или реакцией на раздражитель (часто на вагинальные антигрибковые кремы).
Лечение для вторичной пролиферации нейронов включает в себя трициклические антидепрессанты, лидокаин, капсацин и хирургическое удаление пораженной кожи (вульварная вестибулоэктомия с продвижением в вагину). По мнению врачей центров вагинальных дисфункций, первичная пролиферация нейронов может быть вылечена только вестибулоэктомией. Однако есть специалисты, которые не согласны с этим мнением.

#### Кольпит
Иногда воспаление во влагалище настолько сильное, что лейкоциты выходят из влагалища, покрывают вестибулу и вызывают вторичный вестибулит. Есть две категории кольпита: инфекционный и стерильный (неинфекционный). Причиной инфекционного кольпита выступают такие организмы как дрожжи и трихомонады, но не бактериальный кольпит (Гарднерелла). Стерильный кольпит может быть вызван применением химикатов, таких как вагинальные крема, спермициды, лубриканты, латекс в презервативах. К тому же стерильный кольпит может быть вызван недостатком эстрогенов (см. «атрофический вестибулит») и состоянием, называемым десквамативным воспалительным вагинитом (DIV). Причина DIV неизвестна, но он характеризуется обильными желтоватыми выделениями. Несмотря на то, что инфекционный кольпит редко является причиной вестибулита, почти всем женщинам с вульварной болью был неоправданно  назначен курс антибиотиков и антигрибковых средств.

#### Вульварные дерматозы
Несколько разных дерматологических состояний вульвы могут быть причиной вульварного вестибулита. Самая распространённая болезнь, затрагивающая приблизительно 1,3 % женщин — лишайниковый склероз. Второе по распространённости состояние — красный плоский лишай. Более редкие болезни — плазмоклеточный вульвит и пемфигоид слизистой оболочки).

#### Аллергия или другая чувствительность
Женщины ежедневно подвергают свои вульвы воздействию множества различных химикатов. Даже самое нежное мыло имеет в составе разные химикаты в форме отдушек, краски и консервантов. Туалетная бумага, гигиенические прокладки, тампоны — все это содержит химикаты. Стиральные моющие и кондиционеры для белья, которые используются для стирки нижнего белья и полотенец добавляются к этому химическому бремени. Женщина может быть чувствительна или иметь аллергию на любой из этих химикатов, это может быть причиной воспаления и боле в вестибуле.

## Симптомы
Основным и единственным симптомом вульводинии является боль в области наружных половых органов и преддверия влагалища. Ощущения характеризуются чувством болезненности, жжения, острой и жгучей боли.
Боль может быть постоянной (вульводиния) или возникать при прикосновении, давлении и, соответственно, при половом акте (диспареуния) и при введении тампона (синдром вульварного вестибулита или вестибулодиния). При вульводинии боль может отдавать в промежность, задний проход, уретру, внутреннюю поверхность бедер.

## Лечение
- Гормональное лечение. При вестибулодинии рекомендуется отказ от применения гормональных контрацептивов. Возможно лечение наружным применением комбинированного крема эстрадиола и тестостерона.[3]
- Медикаментозное лечение. При вульводинии используют антидепрессанты, средства для лечения нейропатий, местно-анестезирующие гели или спреи, новокаиновые блокады.
- Диета. Рекомендуется щелочная диета, так как причиной вульводинии может быть реакция на оксалаты.
- Инъекции в пораженную область. Применяются инъекции смеси стероидов и бупивакаина в триггерные точки; подслизистые инъекции метилпреднизолона и лидокаина; инъекции Интерферона А.[4]
- Физиолечение. При вульводинии применяются специальные мануальные техники, электромиостимуляция.
- Рефлексотерапия. В некоторых случаях эффективно иглоукалывание.
- Хирургическое лечение. В случаях, когда нет эффекта от других средств, прибегают к удалению той части половых органов, в которой наблюдается чрезмерная болезненность. Данная операция называется вестибулоэктомия.